# Гомес Гонсалес (ум. 1111)
Гомес Гонсалес, по прозвищу де Лара и де Кандеспина (исп. Gómez González; ? — 26 октября 1111) — кастильский дворянин и военачальник, претендовавший на звание графа Кастилии. Он был старшим сыном и преемником Гонсало Сальвадореса и его жены Санчи Санчес и, таким образом, родственником семьи Лара . Как и его отец, он погиб в бою.

## Биография
Один из сыновей Гонсало Сальвадореса (? — 1083) и его второй жены Санчи Санчес. Гомес впервые появляется в хрониках в 1084 году, через год после смерти своего отца. Существует поддельная грамота, согласно которой Гомес с титулом графа делает пожертвование монастырю Сан-Сальвадор-де-Онья в 1087 году. Пожертвования в один и тот же монастырь от одного и того же человека, записанные в 1084, 1094 и 1099 годах, потенциально являются подлинными. Неизвестно, когда он женился, но в 1107 году он был женат на женщине по имени Уррака Муньос . Она родила ему двух дочерей и трех сыновей: Диего, Стефанию (Эстефанию), Родриго, Санчу и Гонсало . После смерти Гомеса Гонсалеса Уррака вышла во второй раз замуж за графа Бельтрана де Риснеля (? — 1134).
В 1090 году Гомес получил в управление феоды (tenencias) Сересо-де-Рио-Тирон и Панкорбо, которые он держал до своей смерти, и Петралату, которой он владел до 1106 года. К ноябрю 1092 года Гомес сменил своего двоюродного брата Педро Гонсалеса на посту королевского альфереса или армигера короля Альфонсо VI, эту должность он занимал до апреля 1099 года. К началу 1099 года он носил высокий титул графа, который обычно достигался молодым дворянином после пребывания в должности альфереса. В 1097 году Гомес ненадолго появляется с феодом Поза и к концу своей жизни (1110) удерживал феод Авиа. Самым значительным его владением была Ла-Буреба, важная пограничная зона, граничащая с Наваррой, которую до него занимал его отец. Он получил его в 1102 году и держал до 1107 года. В 1107 году Гомес Гонсалес сделал пожертвование в пользу приходской церкви Бусто.
Летом 1108 года, после смерти графа Галисии Раймунда Бургундского (1107) и инфанта Санчо Альфонсеса (в битве Уклесе в 1108 году, в котором Гомес мог участвовать), группа епископов и знати предложила заключить брака между Гомесом Гонсалесом и новой наследницей, Урракой (1081—1126), вдовой Раймунда Бургундского. Сам же король Леона Альфонсо VI планировал выдать свою дочь Урраку замуж за Альфонсо Воителя (1073—1134), короля соседних Наварры и Арагона . В какой-то момент, возможно, еще в 1108 году, у Гомеса был роман с инфантой Урракой Леонской, в результате которого появился сын Доминго Гомес, который позднее пригласил премонстрантов в Испанию, когда он основал монастырь в Монтесакро около 1146 года.
Гомес Гонсалес был одним из магнатов, который стал свидетелем первого зарегистрированного акта Урраки в качестве королевы 22 июля 1109 года и косвенно признал ее притязания на то, что её отец Альфонсо VI незадолго до своей смерти предоставил ей «все королевство» (regnum totum). Этот важный документ Гомес подписал как castellanorum comes (буквально «граф кастильцев»), титул, который он иногда использовал в королевских хартиях Альфонсо VI, но который был в основном почетным, поскольку старое графство Кастилия стало Королевством Кастилия и было разделено на несколько округов, причем зона влияния Гомеса лежала вдоль границы с Наваррой. Его пограничное положение может объяснить его собственную оппозицию браку Урраки, поскольку он конкурировал бы с арагонцами, когда дело дошло бы до экспансии (Реконкисты) к югу от реки Эбро за счет владений Альморавидов.
В начале 1110 года Гомес Гонсалес присутствовал вместе с королевой Леона Урракой и королем Арагона Альфонсо Воителем в монастыре Нуэстра-Сеньора-де-Вальванера, где он подтвердил ряд дарственных грамот, составленных в арагонском формате. К середине года он уже открыто поддерживал Урраку против ее мужа Альфонсо Воителя. Хотя он в последний раз упоминается в документе от 15 октября 1110 года, он был убит более года спустя графом Генрихом Португальским, который вступил в союз с королем Арагона, в битве при Кандеспине, где он возглавлял войска Урраки, 26 октября 1111 года. Его смерть стала серьезным ударом для сторонников королевы. Краткое описание битвы в Комплутенских анналах гласит: «арагонский король Альфонсо и граф Генрих убили господина графа Гомеса на поле Спина». Еще более короткий рассказ в «Анналах Компостеллы» сообщали, что «они» убили графа Гомеса .
Гомеса сменил на посту любовника Уррака его родственник Педро Гонсалес де Лара (? — 1130). Его же вдова, Уррака Муньос, позже вышла замуж за Бельтрана де Риснеля.